# 피카티니 레일

피카티니 레일(Picatinny rail)은 NATO의 화기 액세서리 규격이다. 기계식 조준기나 야시경 등을 부착하는데 활용된다.
주로 M4, HK416, MP5등에 쓰인다